# Lætitia Dosch
Lætitia Dosch (Parigi, 1º settembre 1980) è un'attrice francese con cittadinanza svizzera.

## Filmografia

### Cinema
- Vilaine fille, mauvais garçon, regia di Justine Triet – cortometraggio (2012)
- La Bataille de Solférino, regia di Justine Triet (2013)
- Mon roi - Il mio re (Mon roi), regia di Maïwenn (2015)
- La Belle Saison, regia di Catherine Corsini (2015)
- Keeper, regia di Guillaume Senez (2013)
- Quella peste di Sophie (Les Malheurs de Sophie), regia di Christophe Honoré (2016)
- Jours de France, regia di Jérôme Reybaud (2016)
- La Fine Équipe, regia di Magaly Richard-Serrano (2016)
- Montparnasse - Femminile singolare (Jeune Femme), regia di Léonor Serraille (2017)
- Gaspard va al matrimonio (Gaspard va au mariage), regia di Antony Cordier (2017)
- Le nostre battaglie (Nos batailles), regia di Guillaume Senez (2018)
- Two Plains & a Fancy, regia di Lev Kalman e Whitney Horn (2018)
- Un sogno per papà (Fourmi), regia di Julien Rappeneau (2019)
- Le apparenze (Les Apparences), regia di Marc Fitoussi (2020)
- L'amante russo (Passion simple), regia di Danielle Arbid (2020)
- Playlist, regia di Nine Antico (2021)
- Ils sont vivants, regia di Jérémie Elkaïm (2021)
- Petite leçon d'amour, regia di Ève Deboise (2021)
- Irréductible, regia di Jérôme Commandeur (2022)
- En même temps, regia di Benoît Delépine e Gustave Kervern (2022)
- Due fratelli (Un petit frère), regia di Léonor Serraille (2022) - cameo
- Libre Garance!, regia di Lisa Diaz (2022)
- Reprise en main, regia di Gilles Perret (2022)
- Acide, regia di Just Philippot (2023)
- Les Rois de la piste, regia di Thierry Klifa (2023)
- Le Procès du chien, regia di Lætitia Dosch (2024)
- Le Roman de Jim, regia di Arnaud e Jean-Marie Larrieu (2024)

### Televisione
- Uomini di fede (Ainsi soient-ils) – serie TV, 3 episodi (2014)
- La collection: Ecrire pour... la trentaine vue par des écrivains – serie TV, 1 episodio (2014)

### Doppiatrice
- Linda e il pollo (Linda veut du poulet!), regia di Sébastien Laudenbach e Chiara Malta (2023)
- Sauvages!, regia di Claude Barras (2024)

## Riconoscimenti
- Premio César
  - 2018 – Candidatura alla migliore promessa femminile per Montparnasse - Femminile singolare
- Premio Lumière
  - 2018 – Migliore promessa femminile per Montparnasse - Femminile singolare

## Doppiatrici italiane
Nelle versioni in italiano delle opere in cui ha recitato, Lætitia Dosch è stata doppiata da:
- Beatrice Caggiula in Playlist, Irréductible, ACID
- Domitilla D'Amico in Montparnasse - Femminile singolare, Le nostre battaglie
- Claudia Catani in L'amante russo
- Benedetta degli Innocenti in Un sogno per papà
- Valentina Favazza in Mon roi - Il mio re
- Mariagrazia Cerullo in Le apparenze
- Germana Longo in Due fratelli